# Государственное собрание Республики Саха
Госуда́рственное Собра́ние (Ил Тумэ́н) Респу́блики Саха́ (Яку́тия) (якут. Саха Өрөспүүбүлүкэтин Ил Түмэнэ) — однопалатный парламент Республики Саха (Якутия), является представительным, законодательным и контрольным органом государственной власти Республики Саха (Якутия).
Правовые основы деятельности и статус Ил Тумэн определены в Конституционном законе Республики Саха (Якутия) «О Государственном Собрании (Ил Тумэн)» от 10 июля 2002 года 35-3 № 401-II и главой 5 Конституции (Основного закона) Республики Саха (Якутия).

## Состав
Государственное Собрание (Ил Тумэн) состоит из 70 народных депутатов Республики Саха (Якутия). 35 депутатов избираются по одномандатным округам, остальные 35 — по республиканскому избирательному округу пропорционально числу голосов, поданных за списки кандидатов в депутаты, выдвинутые избирательными объединениями, избирательными блоками. Народные депутаты избираются сроком на 5 лет. Народным депутатом может быть избран гражданин, достигший 21 года и обладающий избирательным правом.
В настоящее время работает VII созыв Ил Тумэн.

## Фракции

### V созыв (2 октября 2013 года — 25 сентября 2018 года)
| Фракция | Фракция             | Количество депутатов |
| ------- | ------------------- | -------------------- |
|         | Единая Россия       | 52                   |
|         | КПРФ                | 5                    |
|         | Справедливая Россия | 9                    |
|         | ЛДПР                | 1                    |
|         | За женщин России    | 1                    |

### VI созыв (25 сентября 2018 года — 2023 год)
| Фракция | Фракция             | Количество депутатов |
| ------- | ------------------- | -------------------- |
|         | Единая Россия       | 47                   |
|         | КПРФ                | 10                   |
|         | Справедливая Россия | 9                    |
|         | ЛДПР                | 4                    |

### VII созыв (25 сентября 2023 года - 2028 год)
| Фракция | Фракция             | Количество депутатов |
| ------- | ------------------- | -------------------- |
|         | Единая Россия       | 55                   |
|         | Новые Люди          | 6                    |
|         | КПРФ                | 4                    |
|         | Справедливая Россия | 3                    |
|         | Независимый         | 1                    |

## Структура

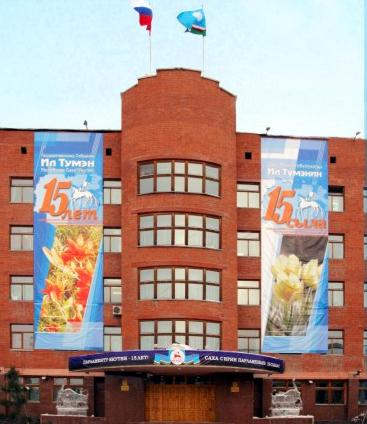
Здание парламента Якутии (2009)

Работу Ил Тумэн возглавляет председатель и его заместители.
Председатель 6-го созыва  — Еремеев Алексей Ильич.
Первый заместитель председателя — Жирков Александр Николаевич.
Заместители председателя:
- Григорьева Антонина Афанасьевна;
- Губарев Виктор Николаевич.

Работа депутатов осуществляется в рамках комитетов и комиссий. В Ил Тумэн VI созыва работает 14 комитетов и 1 комиссия:
- комитет по государственному строительству и законодательству;
- комитет по вопросам местного самоуправления;
- комитет по бюджету, финансам, налоговой и ценовой политике, вопросам собственности и приватизации;
- комитет по экономической, инвестиционной и промышленной политике, предпринимательству, туризму и развитию инфраструктуры;
- комитет по предпринимательству, туризму и развитию инфраструктуры;
- комитет по строительству и жилищно-коммунальному хозяйству;
- комитет по здравоохранению, социальной защите, труду и занятости;
- комитет по селу и аграрной политике;
- комитет по земельным отношениям, природным ресурсам и экологии;
- комитет по науке, образованию, культуре, средствам массовой информации и делам общественных организаций;
- комитет по делам семьи, детства, молодёжи, физической культуре и спорту;
- комитет по делам молодежи, физической культуре и спорту;
- комитет по вопросам коренных малочисленных народов Севера и делам Арктики;
- контрольный комитет;
- мандатная и регламентная комиссия.

На постоянной основе работу ведёт Аппарат Государственного Собрания (Ил Тумэн).

## Полномочия
Согласно ст. 56 Конституции Республики Саха (Якутия) Ил Тумэн имеет следующие полномочия:
- принятие Конституции Республики Саха (Якутия), её изменений и дополнений;
- законодательное регулирование по предметам ведения Республики Саха (Якутия) и предметам совместного ведения Российской Федерации и Республики Саха (Якутия) в пределах полномочий Республики Саха (Якутия);
- заслушивание посланий Президента Республики Саха (Якутия), Конституционного суда Республики Саха (Якутия);
- принятие решений по основным вопросам внутренней, внешней, экономической, социальной и культурной политики Республики Саха (Якутия);
- утверждение государственных программ социально-экономического развития Республики Саха (Якутия);
- утверждение государственного бюджета Республики Саха (Якутия) и отчёта о его исполнении;
- установление порядка управления и распоряжения собственностью Республики Саха (Якутия);
- осуществление контроля за соблюдением и исполнением законов Республики Саха (Якутия);
- установление налогов и сборов, отнесённых федеральным законом к ведению Республики Саха (Якутия);
- выражение недоверия Президенту Республики Саха (Якутия);
- установление системы исполнительных органов государственной власти Республики Саха (Якутия);
- дача согласия Президенту Республики Саха (Якутия) на назначение на должность Председателя Правительства Республики Саха (Якутия), его заместителей и отдельных министров Республики Саха (Якутия);
- назначение на должность судей Конституционного суда Республики Саха (Якутия), уполномоченного по правам человека в Республике Саха (Якутия);
- заслушивание отчета Правительства Республики Саха (Якутия);
- выражение недоверия Правительству Республики Саха (Якутия);
- установление и изменение административно-территориального устройства Республики Саха (Якутия);
- установление порядка проведения выборов Президента Республики Саха (Якутия) и народных депутатов Республики Саха (Якутия), назначение даты выборов Президента Республики Саха (Якутия) и народных депутатов Республики Саха (Якутия);
- наделение гражданина Российской Федерации по представлению Президента Российской Федерации полномочиями Президента Республики Саха (Якутия);
- установление порядка назначения и проведения республиканского референдума, а также его назначение;
- осуществление права законодательной инициативы в Федеральном Собрании Российской Федерации;
- избрание мировых судей;
- утверждение заключения и расторжения договоров Республики Саха (Якутия);
- утверждение соглашения об изменении границ Республики Саха (Якутия);
- приостановление действия законов Республики Саха (Якутия);
- обращение к Президенту Республики Саха (Якутия) с предложением об изменении либо отмене правовых актов Президента Республики Саха (Якутия) и иных органов исполнительной власти Республики Саха (Якутия);
- учреждение государственных наград и почетных званий Республики Саха (Якутия);
- толкование законов Республики Саха (Якутия);
- установление и изменение порядка образования, объединения, преобразования или упразднения муниципальных образований, установление и изменение их границ;
- иные вопросы, отнесённые законодательством к ведению парламента Республики Саха (Якутия)[6].

## Совещательные органы при Государственном Собрании (Ил Тумэн)
- Общественно-консультативный совет при Председателе Государственного Собрания (Ил Тумэн) Республики Саха (Якутия)
- Ассамблея депутатов – представителей коренных малочисленных народов Севера Республики Саха (Якутия) при Государственном Собрании (Ил Тумэн) Республики Саха (Якутия)
- Совет представительных органов муниципальных образований при Государственном Собрании (Ил Тумэн) Республики Саха (Якутия)
- Совет молодых депутатов при Государственном Собрании (Ил Тумэн) Республики Саха (Якутия) при Государственном Собрании (Ил Тумэн) Республики Саха (Якутия)

### Молодёжный парламент при Государственном Собрании (Ил Тумэн) Республики Саха (Якутия)
Молодёжный парламент является постоянно действующим совещательным и консультативным общественным органом содействия законодательной деятельности Государственного Собрания Республики Саха (Якутия).
Молодёжный парламент как орган содействия законодательной деятельности Государственного Собрания был создан в 2008 году. До этого Молодежный парламент осуществлял свою деятельность с 1999 года как общественный совет при Президенте Республики Саха по инициативе М. Е. Николаева.
Членами Молодёжного парламента являются граждане РФ в возрасте от 14 до 35 лет (включительно), зарегистрированные по месту жительства на территории Республики Саха (Якутия) и осуществляющие свою деятельность на общественных началах.
Целями Молодёжного парламента являются:
1. содействие молодым гражданам в реализации ими своих конституционных прав;
2. создание условий для самоопределения и самореализации молодёжи;
3. содействие органам государственной власти Республики Саха (Якутия) в выработке и реализации государственной молодёжной политики в Республике Саха (Якутия).

Задачами Молодёжного парламента являются:
1. взаимодействие с органами государственной власти Республики Саха (Якутия), органами местного самоуправления, Молодежным правительством Республики Саха, молодежными и иными общественными объединениями по вопросам государственной молодежной политики;
2. содействие повышению социальной активности молодежи;
3. обеспечение участия молодежи в социально-политической жизни Республики Саха (Якутия);
4. содействие защите прав и законных интересов молодежи;
5. содействие формированию правового сознания и повышению правовой культуры молодежи;
6. осуществление информационно-аналитической, консультативной и иной деятельности, направленной на реализацию государственной молодежной политики в Республике Саха (Якутия);
7. оказание методической и консультативной помощи членам молодежных парламентов (молодежных палат) муниципальных районов (городских округов) Республики Саха (Якутия).

Молодёжный парламент вправе:
1. разрабатывать и вносить в постоянные комитеты Государственного Собрания (Ил Тумэн) Республики Саха (Якутия) предложения по совершенствованию законодательства;
2. организовывать и проводить семинары, конференции, «круглые столы», консультации и иные мероприятия по вопросам государственной молодежной политики;
3. оказывать содействие общественным объединениям в разработке и реализации мероприятий, направленных на решение вопросов молодежи в Республике Саха (Якутия).

Молодёжный парламент состоит из семидесяти членов Молодежного парламента, утверждаемых созданным постоянным комитетом Государственного Собрания Республики Саха по делам молодежи, физической культуре и спорту организационным комитетом по отбору. Тридцать шесть членов являются представителями муниципальных районов (городских округов) Республики Саха, тридцать четыре члена Молодежного парламента являются представителями детских, молодёжных, студенческих общественных объединений, региональных отделений партий, образовательных и иных организаций.
Формами работы Молодёжного парламента являются:
1. пленарное заседание Молодежного парламента;
2. заседание Президиума Молодежного парламента;
3. заседания комитетов, комиссий и рабочих групп Молодёжного парламента.

## Этнический состав
Источник
| Этносы   | I созыв    | I созыв | II созыв   | II созыв | III созыв  | III созыв |
| -------- | ---------- | ------- | ---------- | -------- | ---------- | --------- |
| Этносы   | количество | %       | количество | %        | количество | %         |
| Якуты    | 31         | 60,7    | 49         | 73,2     | 38         | 55,0      |
| Русские  | 14         | 27,4    | 13         | 19,4     | 27         | 39,2      |
| Эвены    | 1          | 1,9     | 2          | 3,0      | 2          | 2,8       |
| Эвенки   | 1          | 1,9     | -          | -        | 1          | 1,4       |
| Украинцы | 3          | 5,8     | 3          | 4,5      | 1          | 1,4       |
| Немцы    | 1          | 1,9     | -          | -        | -          | -         |
| Итого    | 51         | -       | 67         | -        | 69         | -         |